# José Toribio Polo
José Toribio Polo, (Ica, 4 de mayo de 1841 - Lima, 4 de septiembre de 1918) fue un historiador, bibliógrafo, periodista, profesor y compilador peruano. Dedicó su vida al estudio y la investigación de la historia del Perú.

## Biografía
Fue hijo de Juan José de Polo y María Lucila Valenzuela. Sus primeros estudios los efectuó en su ciudad natal, y luego en Nazca, donde su hermano Juan José Polo (futuro obispo de Ayacucho) era el párroco local. En 1859 se estableció en Lima y estudió Derecho en el Seminario de Santo Toribio. Simultáneamente ejerció la docencia en la Escuela Normal Central (1859-1865).
Durante el conflicto con España se alistó como voluntario y participó en el combate del Callao librado el 2 de mayo de 1866. Ejerció la docencia en diversos colegios de Lima, Callao, Huánuco y Huaraz. En 1876 contrajo matrimonio con Margarita Prieto. Luego se le encomendó la catalogación de la Biblioteca Nacional, trabajo que realizó entre 1877 y 1879.
Tras el estallido de la guerra con Chile se incorporó en la reserva como soldado, sumándose como muchos civiles a la defensa de Lima. Luchó en la batalla de Miraflores, librada el 15 de enero de 1881, y tras la ocupación de la capital por los chilenos, pasó a Panamá. Allí ejerció como colaborador de El Canal, periódico trilingüe en el que defendió los derechos del Perú en el exterior.
Finalizada la guerra volvió al Perú y fue nombrado subdirector de la Biblioteca Nacional en 1884, siendo director el ilustre tradicionista Ricardo Palma. Pero renunció al año siguiente a consecuencia del magro sueldo que se le asignó, síntoma de la aguda crisis financiera de la postguerra. 
En 1891 se le encomendó arreglar el archivo del Ministerio de Hacienda, pero una vez más la crisis fiscal truncó este trabajo, al no asignársele el personal y los recursos necesarios, debiendo abandonarlo tras cuatro años de esfuerzo individual. Pasó a trabajar como visitador escolar en Arequipa, Puno y Cuzco, entre 1895 y 1897. Años después, fue nombrado archivero del Tribunal Mayor de Cuentas, cargo que desempeñó de 1907 a 1912.
Fue miembro fundador de la Sociedad Geográfica de Lima (1888) y del Instituto Histórico del Perú (1905), en cuyas revistas respectivas insertó sus novedosos trabajos de investigación.

## Obras principales
- Parnaso peruano (1862)
- Crítica del Diccionario histórico-biográfico del Perú, del señor general Mendiburu (1891)
- Sinopsis de temblores y volcanes del Perú (1897)
- Memorias de los virreyes del Perú Marqués de Mancera y Conde de Salvatierra (1899)
- La piedra de Chavín (1900)
- Apuntes sobre las epidemias en el Perú (1913)
- Trujillo y sus obispos (1919)
- Bibliografía geográfica del Perú. Siglo XVI (1935)
- Reseña histórica de la minería en el Perú (1941)